# Френдшип (Оклахома)
Френдшип (англ. Friendship) — місто (англ. town) в США, в окрузі Джексон штату Оклахома. Населення — 23 особи (2020).

## Географія
Френдшип розташований за координатами 34°41′52″ пн. ш. 99°13′43″ зх. д. / 34.69778° пн. ш. 99.22861° зх. д. (34.697835, -99.228694).  За даними Бюро перепису населення США в 2010 році місто мало площу 0,39 км², уся площа — суходіл.

## Демографія
Згідно з переписом 2010 року, у місті мешкали 24 особи в 11 домогосподарстві у складі 9 родин. Густота населення становила 62 особи/км².  Було 14 помешкання (36/км²).
Расовий склад населення:
| - 95,8 % — білих - 4,2 % — азіатів |

До двох чи більше рас належало 0,0 %. Частка іспаномовних становила 0,0 % від усіх жителів.
За віковим діапазоном населення розподілялося таким чином: 16,7 % — особи молодші 18 років, 54,1 % — особи у віці 18—64 років, 29,2 % — особи у віці 65 років та старші. Медіана віку мешканця становила 43,0 року. На 100 осіб жіночої статі у місті припадало 118,2 чоловіків;  на 100 жінок у віці від 18 років та старших — 100,0 чоловіків також старших 18 років.
Цивільне працевлаштоване населення становило 4 особи. Основні галузі зайнятості: виробництво — 75,0 %.